# الموسم البري (فلم)
الموسم البري (بالإنجليزية: Wild Season) هو فيلم درامي جنوب أفريقي صدر عام 1967 من إخراج إميل نوفال وبطولة غيرت فان دن بيرغ وماري دو تويت وأنتوني توماس. يتناولُ الفيلم قصّة عائلةٍ تُدير سفينة صيدٍ قبالة سواحل جنوب إفريقيا وتُعاني من مأساة شخصية.
أثار الفيلم رد فعلٍ عنيفٍ في جنوب إفريقيا لأنه ثنائي اللغة وحصلَ فيه ممثلون سود على أدوار رئيسيّة، كما ساد الشعور بأنه يصور صورة نمطية سلبية عن الأفريقانيين.

## طاقم التمثيل
- جيرت فان دن بيرغ في دور ديرك ماريتز
- ماري دو تويت في دور مارتي ماريتز
- جو ستيواردسون في دور توم شيبارد
- جانيس رينهاردت في دور جيس شيبارد
- أنتوني توماس في دور مايكل ماريتز
- جوهان دو بلو في دور هيني دي وال
- إيان يول في دور آندي ويلسون
- مايكل سباليتا في دور ماريو